# 庫因巴
6°7′4″S 14°37′2″E / 6.11778°S 14.61722°E
庫因巴（葡萄牙語：Cuimba），是安哥拉的城鎮，位於該國西北部，由薩伊省負責管轄，面積3,489平方公里，海拔高度約500米，2014年人口64,613，人口密度每平方公里18.5人。